# ناحیه الحراش
ناحیه الحراش (به عربی: دائرة الحراش) یک شهرستان در الجزایر است که در استان الجزیره واقع شده‌است.

## خصوصیات
ناحیه الحراش ۲۳۷٬۱۳۵ نفر جمعیت دارد.